# Louis Havet

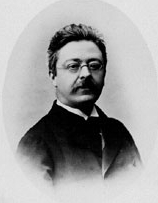
Louis Havet

Louis Havet (Parigi, 6 gennaio 1849 – Parigi, 26 gennaio 1925) è stato un filologo francese specializzato nell'età classica.

## Biografia
Figlio dello storico Ernest Havet, insegnò alla Sorbona negli anni ottanta, avendo tra i suoi allievi Antoine Meillet. Professore al Collège de France di filologia latina dal 1885 al 1925, fu membro del Comitato centrale della Lega francese per la difesa dei diritti dell'uomo e del cittadino, e si batté per il riconoscimento dell'innocenza di Alfred Dreyfus, protagonista dell'omonimo, celebre caso giudiziario e politico. Nel 1893 divenne membro dell'Académie des inscriptions et belles-lettres e, dal 1917, vicepresidente dell'Associazione intitolata all'umanista Guillaume Budé.

## Principali pubblicazioni
- Manuel de critique verbale appliquée aux textes latins (1867)
- Cours élémentaire de métrique grecque et latine (1886)
- La Prose métrique de Symmaque et les origines métriques du Cursus (1892)
- Amphitruo (1895)
- Manuel de critique verbale appliquée aux textes latins (1911)
- Notes critiques sur le texte de Festus (1914)
- Notes critiques sur l'Orator et sur Isée (1927)